# Chéry-lès-Rozoy
Chéry-lès-Rozoy és un municipi francès situat al departament de l'Aisne i a la regió dels Alts de França. L'any 2007 tenia 101 habitants.

## Demografia

### Població
El 2007 la població de fet de Chéry-lès-Rozoy era de 101 persones. Hi havia 44 famílies de les quals 12 eren unipersonals (8 homes vivint sols i 4 dones vivint soles), 12 parelles sense fills, 16 parelles amb fills i 4 famílies monoparentals amb fills.
La població ha evolucionat segons el següent gràfic:
Habitants censats

### Habitatges
El 2007 hi havia 62 habitatges, 41 eren l'habitatge principal de la família, 12 eren segones residències i 9 estaven desocupats. Tots els 62 habitatges eren cases. Dels 41 habitatges principals, 33 estaven ocupats pels seus propietaris i 8 estaven llogats i ocupats pels llogaters; 7 tenien tres cambres, 16 en tenien quatre i 18 en tenien cinc o més. 27 habitatges disposaven pel capbaix d'una plaça de pàrquing. A 22 habitatges hi havia un automòbil i a 10 n'hi havia dos o més.

### Piràmide de població
La piràmide de població per edats i sexe el 2009 era:
| Homes | Edats   | Dones |
| ----- | ------- | ----- |
| 0     | 95 o +  | 0     |
| 0     | 90 a 94 | 0     |
| 4     | 85 a 89 | 4     |
| 0     | 80 a 84 | 8     |
| 4     | 75 a 79 | 0     |
| 0     | 70 a 74 | 4     |
| 4     | 65 a 69 | 0     |
| 4     | 60 a 64 | 8     |
| 12    | 55 a 59 | 12    |
| 0     | 50 a 54 | 4     |
| 4     | 45 a 49 | 0     |
| 0     | 40 a 44 | 0     |
| 0     | 35 a 39 | 0     |
| 0     | 30 a 34 | 0     |
| 8     | 25 a 29 | 4     |
| 8     | 20 a 24 | 4     |
| 0     | 15 a 19 | 0     |
| 0     | 10 a 14 | 0     |
| 0     | 5 a 9   | 0     |
| 4     | 0 a 4   | 4     |

## Economia
El 2007 la població en edat de treballar era de 55 persones, 27 eren actives i 28 eren inactives. De les 27 persones actives 21 estaven ocupades (16 homes i 5 dones) i 6 estaven aturades (3 homes i 3 dones). De les 28 persones inactives 6 estaven jubilades, 3 estaven estudiant i 19 estaven classificades com a «altres inactius».
Activitats econòmiques
L'any 2000 a Chéry-lès-Rozoy hi havia 6 explotacions agrícoles que ocupaven un total de 114 hectàrees.

## Poblacions més properes
El següent diagrama mostra les poblacions més properes.